# Fable (serie)
Fable è una serie di videogiochi d'avventura dinamica sviluppati da Lionhead Studios e pubblicati da Microsoft Game Studios; il reboot del 2026 è stato invece sviluppato da Playground Games.
La serie è stata una delle prime a cercare di offrire al giocatore il libero arbitrio del proprio personaggio, lasciandogli decidere se compiere azioni positive o negative e avere ripercussioni sullo stesso. Il primo capitolo della serie era originariamente pianificato per la pubblicazione su Dreamcast, ma a causa del prematuro declino della console è stato rilasciato solo su Xbox e Windows.

## Videogiochi

### Capitoli principali
| Anno | Titolo    | Piattaforme       | Sviluppatore     | Editore                |
| ---- | --------- | ----------------- | ---------------- | ---------------------- |
| 2004 | Fable     | Xbox, Windows     | Lionhead Studios | Microsoft Game Studios |
| 2008 | Fable II  | Xbox 360, Windows | Lionhead Studios | Microsoft Game Studios |
| 2010 | Fable III | Xbox 360, Windows | Lionhead Studios | Microsoft Game Studios |

### Reboot
| Anno | Titolo | Piattaforme          | Sviluppatore     | Editore                |
| ---- | ------ | -------------------- | ---------------- | ---------------------- |
| 2026 | Fable  | Xbox Series, Windows | Playground Games | Microsoft Game Studios |

### Spin-off
| Anno | Titolo        | Piattaforme       | Sviluppatore     | Editore                |
| ---- | ------------- | ----------------- | ---------------- | ---------------------- |
| 2012 | Fable Heroes  | Xbox 360, Windows | Lionhead Studios | Microsoft Game Studios |
| 2012 | Fable Journey | Xbox 360, Windows | Lionhead Studios | Microsoft Game Studios |